# La Grève des électeurs
La Grève des électeurs (La huelga de los electores) es el título de una crónica, de inspiración anarquista, del escritor francés Octave Mirbeau, publicada el 28 de noviembre de 1888 en Le Figaro. La primera edición apareció en 1902 en el número 22 de un periódico anarquista, Les Temps nouveaux. Este texto ha sido traducido a muchos idiomas y ampliamente difundido por los grupos anarquistas europeos.

## Abstenciónelectoral
Como todos los anarquistas, Mirbeau ve en el sufragio universal un engaño y una burla electoral : explotando la estupidez humana, los dominantes mantienen su poder a través del consentimiento de los electores alienados, oprimidos y explotados. Entonces la abstención electoral le parece, a Mirbeau, un acto político de rechazo a la legitimidad del sistema político, que, en realidad, no es nada democrático. La huelga de los electores tiene como objetivo de desacreditar, desprestigiar y deslegitimar el supuesto “derecho a votar” : « ¿ Qué importa que sea Pedro o Juan el que le pida el dinero o la vida, si está obligado a desprenderse de uno y entregar la otra ? ¡ Pues, vaya ! Entre sus ladrones y sus verdugos, él tiene sus preferencias, y vota a los más rapaces y feroces. Ha votado ayer y votará mañana y siempre. Los corderos van al matadero. No se dicen nada ni esperan nada. Pero al menos no votan por el matarife que los sacrificará ni por el burgués que se los comerá. Más bestia que las bestias, más cordero que los corderos, el elector designa a su matarife y elige a su burgués. Ha hecho revoluciones para conquistar ese derecho. »